# Adrano
Adrano ist eine Stadt der Metropolitanstadt Catania in der Region Sizilien in Italien mit 33.781 Einwohnern (Stand 31. Dezember 2023).

## Lage und Daten
Adrano liegt 41 km nordwestlich von Catania am südwestlichen Hang des Ätna. Westlich von Adrano fließt der Simeto. Die Einwohner arbeiten hauptsächlich in der Landwirtschaft und der Industrie.
Die Nachbargemeinden sind Belpasso, Biancavilla, Bronte, Castiglione di Sicilia, Centuripe (EN), Maletto, Nicolosi, Randazzo, Sant’Alfio und Zafferana Etnea. Weitere Orte in der Nachbarschaft sind Paternò, Regalbuto (EN) und Santa Maria di Licodia. Das Territorium von Adrano grenzt im Westen an Centuripe, im Norden an Bronte und im Süden an Biancavilla. Mit den anderen Gemeinden teilt sich Adrano nur den Gipfel des Ätna, um den deren Territorien wie Kuchenstücke angeordnet sind. Die zu den Gemeinden gehörenden Siedlungen liegen in größerer Entfernung zu Adrano. Adrano ist inhaltlich wie territorial beteiligt am Regionalpark Parco dell’Etna.
Derzeitiger Bürgermeister von Adrano ist der Linksliberale Giuseppe Ferrante (* 1961).

## Geschichte

### Name
Im Laufe der Geschichte erhielt der Ort verschiedene Namen. Die Römer nannten die Stadt Hadranum, zu sarazenischen Zeiten trug die Siedlung den Namen Adarnu oder Adarna, die Normannen bezeichneten sie mit Adernio und Adriano. Bis 1929 hieß die Stadt Adernò und wird bisweilen insbesondere von älteren Einwohnern noch so genannt.

### Gründung der Stadt und vorchristliche Zeit
Die Gemeinde wurde von Dionysios I. von Syrakus um das Jahr 400 v. Chr. als Adranon (altgriechisch Ἀδρᾱνόν) gegründet, um die syrakusische Vorherrschaft in dieser Region zu konsolidieren. Es wird vermutet, dass es in der Gegend bereits vorher kleine sikulische Siedlungen gegeben hat. Dionysios nannte die Stadt damals Adranon nach der sikulischen oder phönizischen Kriegsgottheit Adranos, der zu Ehren in der Siedlung auch eine Statue und später ein eigener Tempel errichtet wurde.
Im Jahr 344 v. Chr. fand bei Adrano die Schlacht zwischen den Truppen des Korinthers Timoleon und denen des syrakusischen Feldherrn Hiketas statt. Die Sage behauptet, die Tore des Adranostempels hätten sich schlagartig geöffnet und seine Statue habe zu schwitzen begonnen und ihre Lanze geschwungen, woraufhin sich die Einwohner dem Heer des Iketas angeschlossen hätten. In den Folgejahren wurde die Stadt häufiger durch die Mamertiner, kampanische Söldner, geplündert.
Die Stadt wurde schließlich 263 v. Chr. von den Römern erobert und zu einer civitas stipendiaria erklärt, die einen Tribut an Rom zu zahlen hatte. Der Konsul Valerius erstürmte die Stadt, machte sie dem Erdboden gleich und versklavte einen Großteil der Bevölkerung, um sie an die römischen aratores in Centuripe weiterzugeben. Nachdem ein Sklavenaufstand um Eunus brutal niedergeschlagen wurde, galt die Stadt für sehr lange nur als Teil von Centuripe.

### Byzantiner, Sarazenen und Normannen
Während der Invasionen durch die Vandalen im 5. Jahrhundert wurde die Stadt regelmäßig geplündert. Ab der Zeit Theoderichs (495–526 n. Chr.) kam sie, insbesondere unter der wohlwollenden Herrschaft des Cassiodorus, zur Ruhe. Nach der Eroberung Siziliens durch byzantinischen Truppen unter Belisar (536) litten die Bewohner jedoch wieder unter Unterdrückung.
Um das Jahr 950 wurde das Gebiet um Centuripe durch den Emir Musa erobert, und Adrano, das zu diesem Zeitpunkt nur noch aus wenigen Hütten bestand, war ab sofort sarazenisch. Die in der Landwirtschaft sehr aktiven und vergleichsweise toleranten sarazenischen Besatzer errichteten in und um Adrano eine Vielzahl von Bauwerken und bildeten eine stabile Infrastruktur rund um Adrano. Die Ponte dei Saraceni wird allerdings nur so genannt und ist in Wirklichkeit ein normannisches Werk.
1075 eroberte die Reiterschaft des Normannen Hugo von Yersey die Gegend gegen den erbitterten Widerstand des Sarazenen Caid Albucazar. Hugo wurde von der Bevölkerung wie ein Befreier empfangen. Adrano wurde Teil der 1091 errichteten Diözese Catania, der der Mönch Ansgerius vorstand. Die Bürger der Stadt führten die Fortschritte der Sarazenen in Handwerk und Landwirtschaft voran und die Folgejahre waren geprägt von Weinbau, Leder- und Seidenhandwerk.
Im Jahre 1117 wurde in Adrano Nicola (Nicolò) Politi geboren. Man sagt, er habe einmal mit dem Zeichen des Kreuzes ein Rudel Wölfe, die die Siedlung bedrohten, vertrieben und kranke Schafe geheilt. Mit 17 Jahren entschloss er sich für das Leben eines Eremiten. Am Morgen des 17. August 1167 starb er nach einem Leben, dass er zurückgezogen dem Gebet gewidmet hatte. Sein Leichnam wurde verehrt und auch nach seinem Tod wurden viele Wunder mit ihm in Verbindung gebracht. Nach seiner Heiligsprechung im Jahre 1507 wurde er Schutzpatron der Stadt.

### Mittelalter und Frühe Neuzeit
Die Herrschaft der Staufer seit 1194 bedeutete für Sizilien und seine Bewohner den Beginn andauernder Streitigkeiten und Repressionen. Die übriggebliebenen ansässigen Sarazenen wurden systematisch verfolgt, was sie schließlich dazu zwang, sich unter der Führung von Mirabetto in Troina, Entella und Centuripe zu verschanzen und organisierten Widerstand zu leisten. Sie unterlagen 1225, und die Überlebenden wurden massakriert oder verschleppt. Klemens IV. machte im Jahre 1265 Karl von Anjou zum König von Sizilien, womit auch die Stauferherrschaft über das Gebiet um Adrano endete. Unter der Herrschaft des Anjou reduzierte sich Adrano erneut auf eine unscheinbare Stadt von Jägern, und die Einwohnerzahl von ehemals rund 1000 ging deutlich auf um 300 Bewohner zurück.
Im Jahre 1282 beendete die Sizilianische Vesper die französische Herrschaft auf Sizilien, und Peter III. von Aragon wurde König. Es begann die aragonesische Periode in Adrano, die von intensiven Streitigkeiten zwischen den ansässigen Bauern auf der einen und dem Adel auf der anderen Seite geprägt war. Adrano fiel an den katalanischen Großgrundbesitzer Garzia De Linguida, und kurze Zeit später, 1286, an Luca Pellegrino. Die Folgezeit war erfüllt von vielen Auseinandersetzungen verschiedener Großgrundbesitzer und Adeliger um den Besitz der Region bis ins 15. Jahrhundert.
Es folgt die Zeit der Vizekönige, in der sich Adrano zwischen 1412 und 1515 unter der Obhut und Herrschaft der Familie Moncada befand. Giovan Tommaso Moncada (1466–1501) restaurierte das normannische Kastell und ließ am Fuß des Turms eine Befestigung errichten. Er gestattete einigen Flüchtlingen aus dem nordgriechischen Epirus, sich in der Nähe niederzulassen, die daraufhin in der Nähe die Ortschaft Biancavilla gründeten. Die Verwandten des Grafen Tommaso errichteten im Zentrum von Adrano zahlreiche Herrenhäuser (sog. palazzi), unter anderem das spätere Rathaus. Um jene Zeit bildete sich die piazza, der heutige Stadtkern, langsam als Verwaltungszentrum der Stadt heraus. Ebenfalls um jene Zeit begann der Bau des Monastero di S. Lucia. In der aufstrebenden Stadt lebten nunmehr rund 6000 Einwohner. Bei dem Erdbeben 1693 wurde der Ort stark beschädigt.

### 18. bis frühes 20. Jahrhundert
Seit Anfang des 18. Jahrhunderts und bis 1820 hatte Adrano unter den andauernden Unruhen in Sizilien zu leiden. Die Folgen des Risorgimento nach dem Wiener Kongress 1815 trafen auch Adrano, das Schauplatz verschiedener Konflikte war. 1819 wurde Adrano schließlich capoluogo di circondario (italienisch: Hauptort der Umgebung) und Sitz des örtlichen Gerichts.
1860 landete Giuseppe Garibaldi in Sizilien. Die folgenden Reformen betrafen auch Adrano und am 1. Juli 1860 wurde in Adrano ein Stadtrat unter Vorsitz von don Lorenzo Ciancio gegründet. Die nächste Zeit war geprägt von zahlreichen Erneuerungen unter anderem des Teatro Bellini und des Stadtbildes. Ein Krankenhaus wurde ebenfalls eingerichtet. Mittlerweile war Adrano die wohlhabendste Stadt der Umgebung. In den 1920er Jahren trat in Adrano der reformistische Prediger don Vincenzo Bascetta in Erscheinung, der sich gemeinsam mit dem jungen Antifaschisten Professor Carmelo Salanitro leidenschaftlich für die Rechte der Kleinbauern einsetzte. Auf ihre Initiative wurden weite Teile der umliegenden Lavalandschaft in Oliven- und Mandelplantagen umgewandelt. Carmelo Salanitro starb 1945 im Konzentrationslager Mauthausen.
Ein weiteres Mal wurde die Stadt im Zweiten Weltkrieg im Jahre 1943 zerstört, als um sie herum schwere Kämpfe zwischen den deutschen und den alliierten Truppen stattfanden.

## Stadtbild und Bauwerke
- Kastell (Castello Normanno) in der Ortsmitte. Es wird vermutet, dass an seiner Stelle bereits eine andere normannische Befestigung gestanden hat, die wiederum auf den Resten einer sarazenischen Anlage errichtet wurde. Die Moncada nutzten die Festung als Wohnraum für Hofleute, doch zwischen dem 16. und dem frühen 20. Jh. standen die oberen Geschosse leer und die unteren wurden als Kerker genutzt. Seine aktuelle Struktur hat katalanische Ursprünge und wird auf das 14. Jahrhundert datiert.
- Archäologisches Museum im Kastell mit Funden aus der Umgebung
- Chiesa Madre (Hauptkirche), im Ursprung aus normannischer Zeit. Bis sie im 16. Jahrhundert zur Basilika erweitert wurde, stand an ihrer Stelle nur eine hölzerne Kapelle, deren Geschichte ungeklärt ist. Die Fürsten der Moncada erklärten sie zur Hauptkirche des Ortes.
- Convento di Santa Lucia (Konvent der Heiligen Lucia) in der Via Roma, gebaut 1596 auf Anordnung des Prinzen von Biscari und entworfen durch den Architekten Stefano Ittar, mit eigener Kirche von 1775. Hier lebten bis 1920 noch Mönche, mittlerweile gehört das gesamte Gebäude der Gemeinde und in einigen Teilen befindet sich eine weiterführende Schule.
- Monastero Santa Chiara (Kloster der Heiligen Klara) an der Piazza S. Chiara, ein Schwesternkloster mit Ursprung aus dem Jahre 1602. Im 18. Jahrhundert wurde das Kloster um den neueren Teil mit Blick auf die Piazza S. Chiara erweitert. 1866 wurde das Kloster städtischer Besitz und enthielt seitdem eine Militärkaserne und verschiedene öffentliche Büros.
- Villa Comunale, der öffentliche Park der Gemeinde gegenüber dem Monastero, mit jahrzehntealten tropischen Palmen
- Das im Dezember 2004 nach 26 Jahren wiedereröffnete Theater Teatro Bellini, in der ersten Version erbaut 1779 auf Anordnung des Vizekönigs nach dem Vorbild des Theaters von Parma aus dem Jahre 1618. Der Theaterbetrieb im ursprünglichen Hause ist dokumentiert bis 1829. Vincenzo Costa erneuert das Theater, so dass es im Sommer des Jahres 1846 wiedereröffnet werden konnte. Im frühen 20. Jahrhundert bekam das Theater seine heutige Gestalt und wurde nach Vincenzo Bellini benannt. Es steht auf den Ruinen der früheren Kirche von San Vito.
- Des Weiteren stehen in Adrano zahlreiche alte Kirchen, die den traditionellen Katholizismus der Region widerspiegeln.

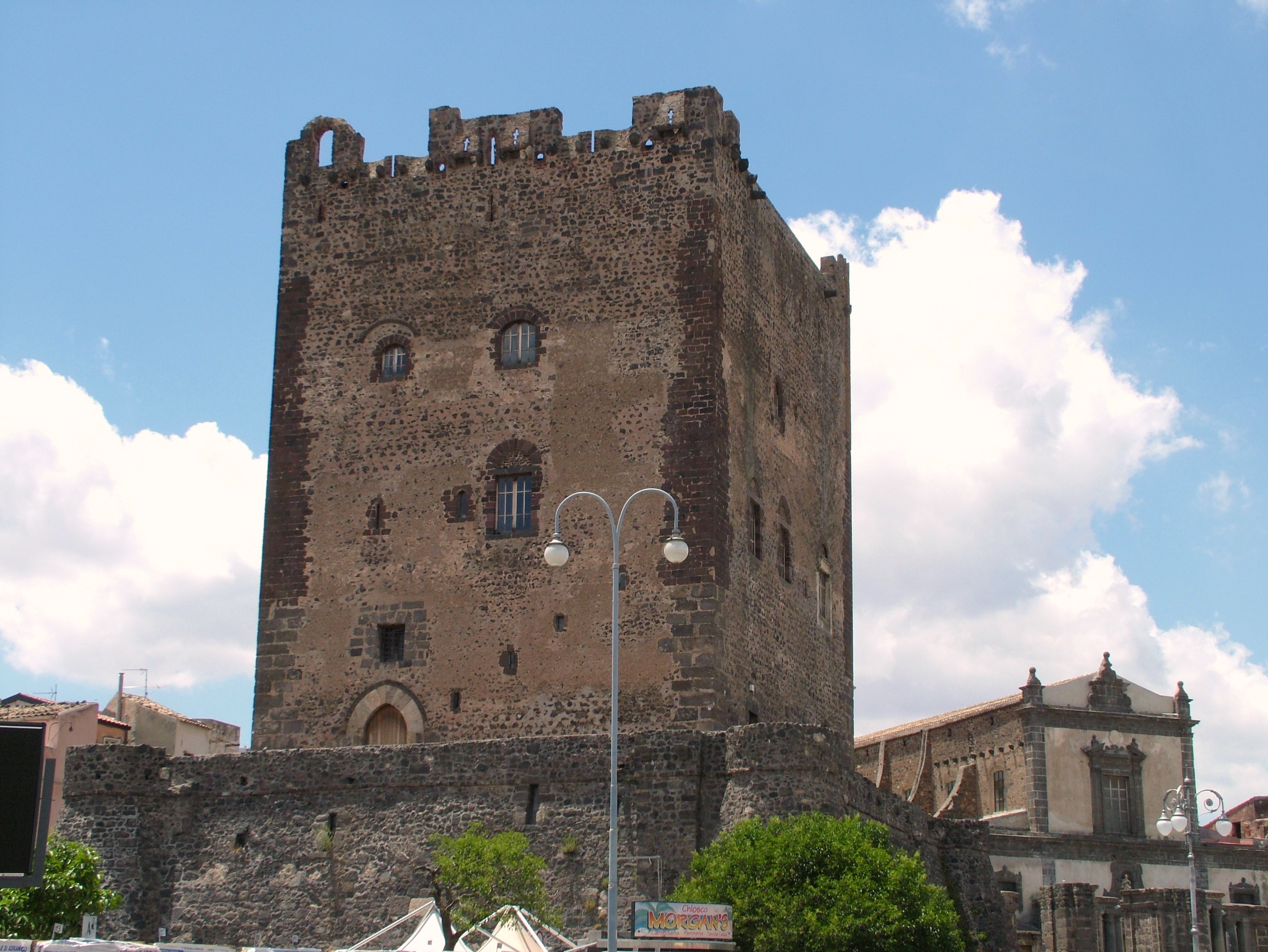
Normannisches Kastell
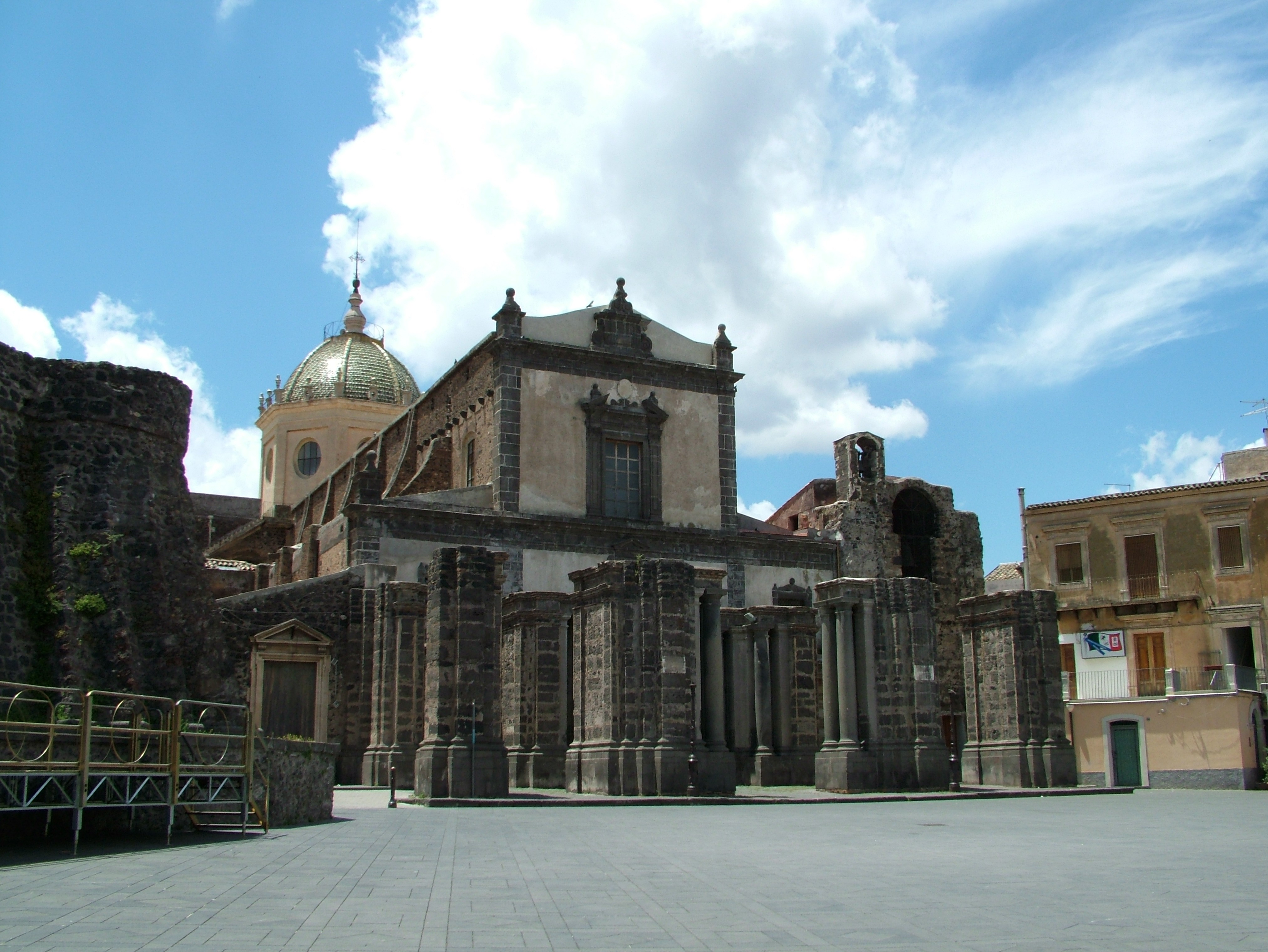
Chiesa Madre
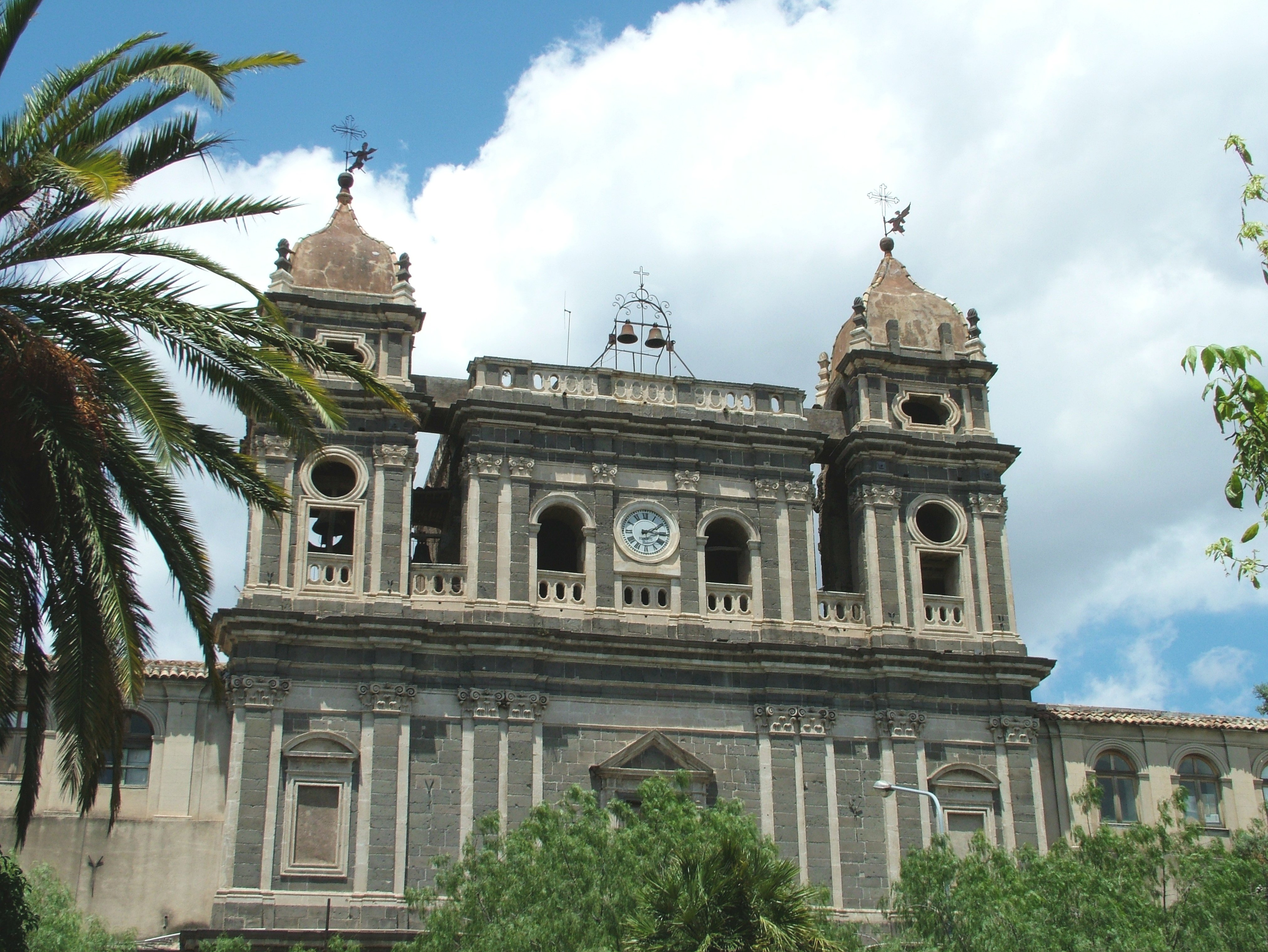
Monastero Santa Lucia
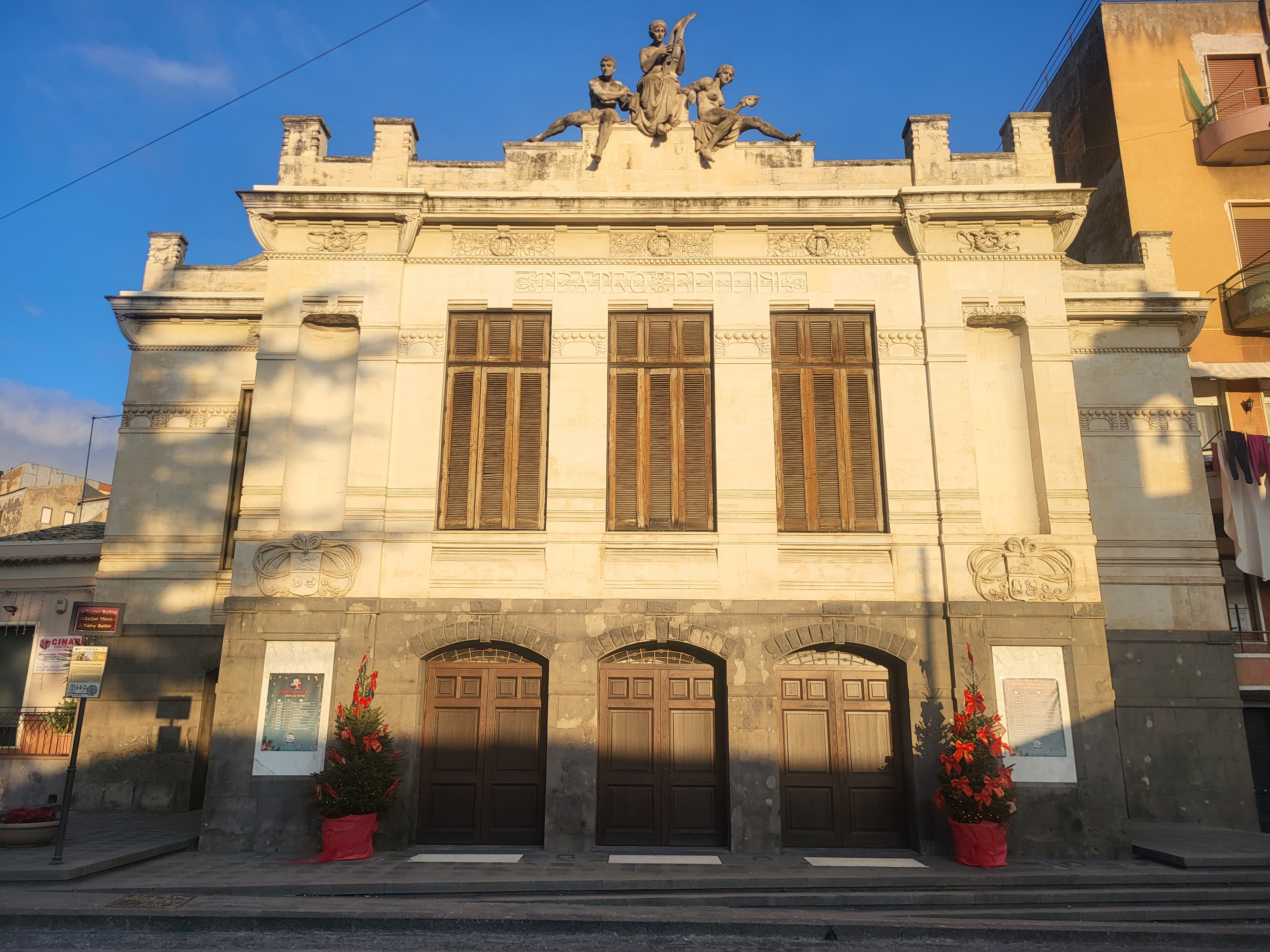
Teatro Bellini
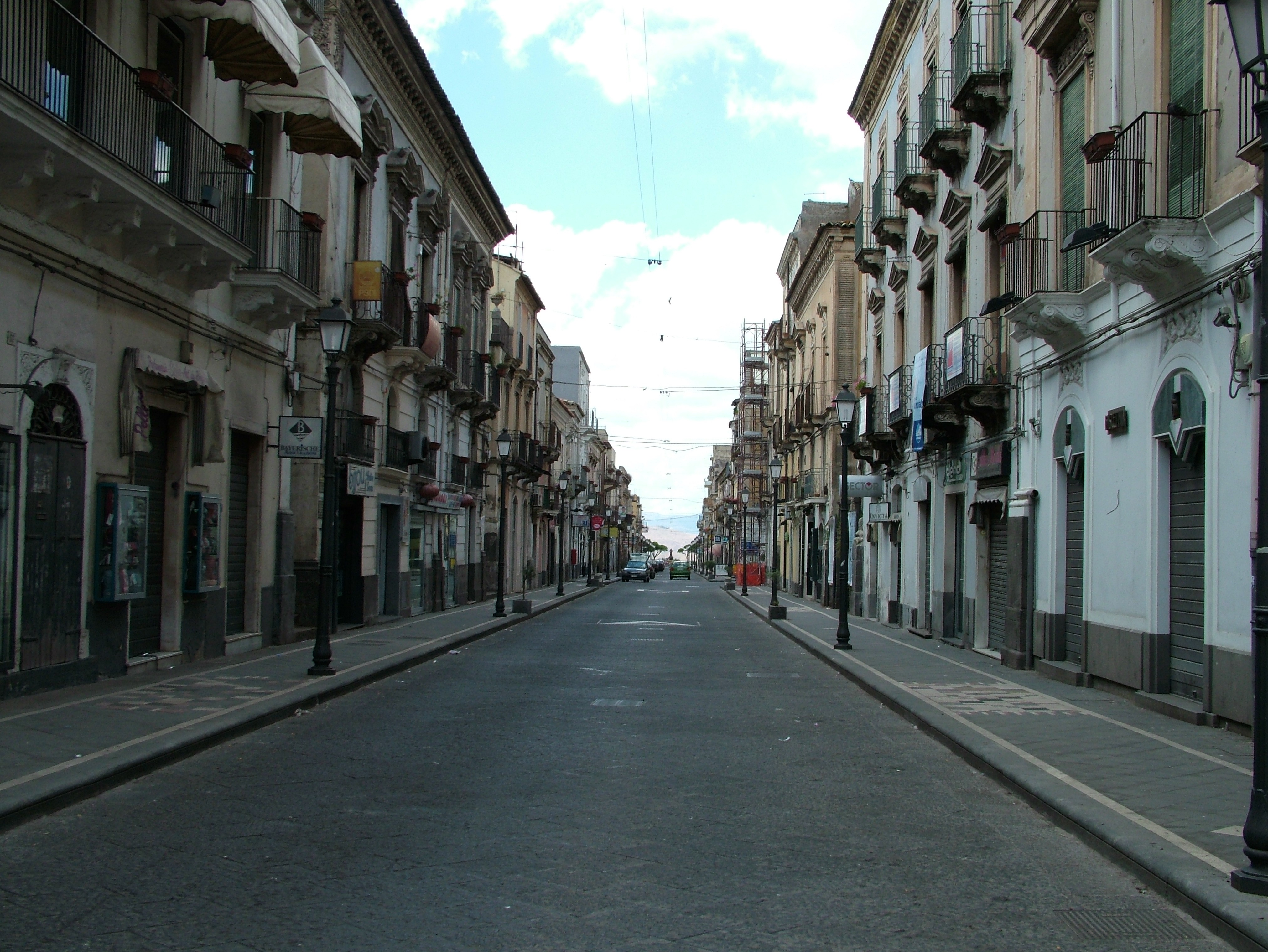
Corso Garibaldi
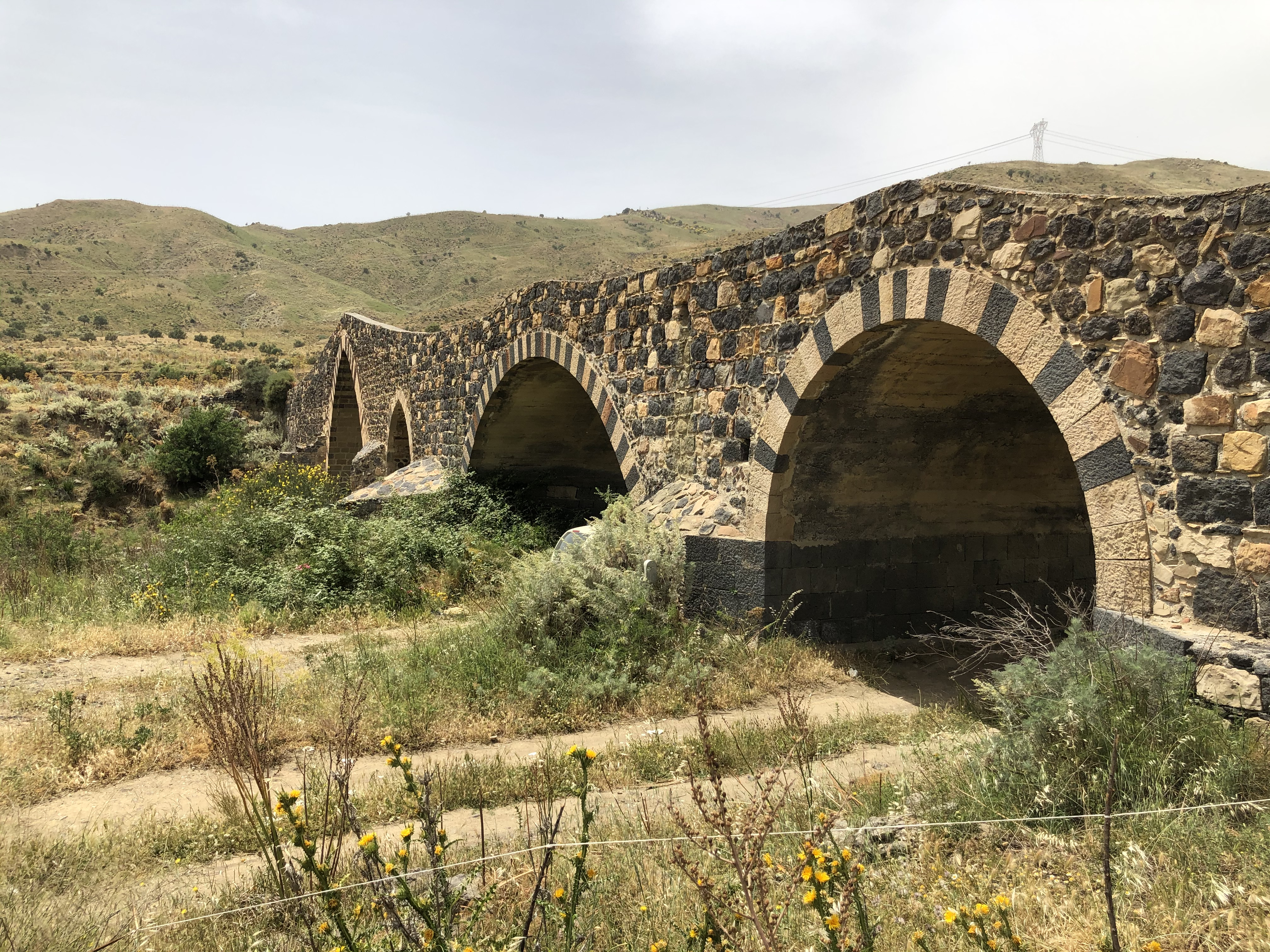
Ponte dei Saraceni

## Umgebung
- Mendolito, Fundplatz einer ehemaligen sikulischen Stadt
- Ruinen der alten griechischen Stadt Adranon im Osten von Adrano
- Die mittelalterliche Brücke Ponte dei Saraceni, ca. 3 km von der Stadt entfernt
- Die Photovoltaik-Freiflächenanlage Eurelios, gebaut 1981[2]

## Infrastruktur, Verkehrsmittel
Adrano ist mit der Provinzhauptstadt Catania durch eine Omnibuslinie der Ferrovia Circumetnea verbunden, die unter anderem über Biancavilla, Santa Maria di Licodia und Paternò zum Hauptbahnhof von Catania und weiter zum Strand führt. Außerdem fährt eine Schnellbuslinie (Rapido) über die Schnellstraße nach Catania. Zur Sommersaison verkehrt außerdem einmal täglich ein Fernbus von Adrano über Bronte, Randazzo und Floresta nach Naso an der Nordküste der Insel. Zusätzlich verkehrt zwischen Catania-Borgo und Riposto die Littorina der Ferrovia Circumetnea, ein geradezu nostalgischer Nahverkehrszug, der unter anderem auch in Adrano, in Paternò, Santa Maria di Licodia und Biancavilla hält. Eine Trasse der Stadtbahn von Catania bis nach Adrano als Ersatz für die veraltete Littorina ist zurzeit im Bau. An den Regionalverkehr der italienischen Eisenbahn Trenitalia ist Adrano nicht angebunden. Neuerdings verkehren auf zwei Linien (A und B) Busse der Ferrovia Circumetnea kreuzweise durch Adrano.
Adrano selbst besitzt kein Krankenhaus, sondern nur im Zentrum eine in vielen sizilianischen Gemeinden übliche Guardia Medica, eine Ambulanzstation mit medizinischem Personal, Fuhrpark und Equipment. Das nächste Krankenhaus ist das wenige Kilometer entfernte Ospedale Maria SS. Addolorata in Biancavilla, das ebenfalls für Notfälle aus Adrano zuständig ist.
Adrano liegt an der Schnellstraße SS 121, die von Paternò nach Catania führt. Auf der Höhe von Belpasso befindet sich direkt an dieser Schnellstraße ein hochmodernes Einkaufs- und Vergnügungszentrum namens Etnapolis.

## Söhne und Töchter
- Giuseppe Schillaci (* 1958), katholischer Geistlicher, Bischof von Nicosia